# Un posto in paradiso
Un posto in Paradiso (Der veruntreute Himmel) è un film del 1958 diretto da Ernst Marischka.

## Trama
Il film si apre con un funerale: Teta, una cuoca di origini boeme, si è recata in pellegrinaggio a Roma dove ha trovato la morte ed è stata sepolta nel locale cimitero teutonico. Come avvenne il fatto e quindi il resto del film viene descritto in flashback: Teta viveva la propria vita terrena unicamente come una preparazione per la vita eterna in cielo e per questo scopo ha pensato di far intraprendere la carriera sacerdotale al suo unico nipote, Mojmir. Dopo averlo sostenuto finanziariamente per una buona educazione, lo sosterrà anche nel seminario dove i due hanno un frequente scambio epistolare.
Anni dopo, ormai sacerdote, il nipote assumerà la direzione della parrocchia di Hustopec, ma quando improvvisamente la vecchia zia decide di andarlo a trovare, poco dopo il suo arrivo, si rende conto che il nipote si è preso gioco di lei per decenni e che l'ha imbrogliata spillandole denaro senza aver mai raggiunto il sacerdozio, spendendo anzi quel denaro in bagordi con gli amici.
Tormentata nell'animo, delusa da sé stessa e dal nipote, Teta decide di cercare la pace interiore tramite un pellegrinaggio a Roma. Durante il viaggio verso la città eterna, fa amicizia con il giovane cappellano Seydel e gli racconta la sua storia di vita ed è proprio lui a farle ottenere la possibilità di assistere ad un'udienza pubblica nella basilica di San Pietro, evento che la riempie di grande gioia. Purtroppo, dopo aver ricevuto la benedizione dal Santo Padre, la donna si sente male e viene trasportata d'urgenza all'ospedale sull'Isola Tiberina dove morirà poco dopo, riconciliata finalmente con Dio.

## La "partecipazione" di Pio XII
All'interno del film sono contenute le immagini dell'udienza all'interno della basilica di San Pietro a cui Teta prende parte ed esse, in effetti, sono immagini autentiche di una vera udienza presso la basilica, in occasione delle festività pasquali. Fu lo stesso pontefice ad autorizzare l'utilizzo di quelle immagini e di alcune riprese da compiere all'interno dei Palazzi Apostolici per la realizzazione del film.
Le immagini, oltre a fornire veridicità al racconto, impressionarono molto il pubblico e contribuirono a dare una notevole diffusione al film. Pio XII viene presentato con immagini preziose di un pontefice che ama il contatto con la gente, affabile, amorevole, sorridente.